# John William Nicholson
John William Nicholson (1er novembre 1881 - 3 octobre 1955) est un mathématicien anglais.

## Carrière
Sur la base de résultats de spectroscopie astronomique de nébuleuses, il a proposé en 1911 l'existence de plusieurs éléments chimiques encore inconnus : le coronium, d'un poids atomique de 0,51282, le nébulium, d'un poids de 1,6281, et le protofluor, d'un poids de 2,361. Ira Sprague Bowen a pu attribuer les raies spectroscopiques du nébulium à l'oxygène doublement ionisé, rendant les nouveaux éléments obsolètes pour leur explication.

## Prix et distinctions
Nicholson a été élu membre de la Royal Society de Londres en 1917. En 1919, Nicholson a remporté le prix Adams.